# Benjamin Yapo Atsé
Benjamin Yapo Atsé (* 1951 in Akoupé) ist ein ivorischer Politiker (FPI).

## Leben
Yapo Atsé besuchte das Lycée Technique d’Abidjan und studierte danach am Institut Universitaire de Technologique (IUT) der Universität Abidjan, wo er das DUT-Diplom (Diplôme universitaire de technologie) in Elektromechanik erlangte. Danach war er unter anderem für die CFCI-Gruppe tätig. Im Jahr 2000 wurde er Generaldirektor des Erdöl-Verwaltungsunternehmens La Société de Gestion des Stocks Pétroliers de Côte d'Ivoire (GESTOCI).
Seine politische Karriere begann Yapo Atsé als zweiter Bürgermeister seiner Heimatstadt Akoupé. In dieses Amt wurde er 1990, 1996 und 2000 gewählt. Von 2002 bis 2010 war er Vorsitzender des Conseil général von Adzopé. Am 3. März 2010 wurde er zum Minister für technische und berufliche Bildung ernannt. Während seiner Amtszeit führte er unter anderem die von seinem Vorgänger Moussa Dosso begonnene Kontaktaufnahme mit deutschen Gemeinden wie Nettersheim fort, um die dortige Ausbildung ivorischer Jugendlicher in technischen Berufsbildern zu fördern.
Während der Regierungskrise 2010/2011 war Yapo Atsé vom 5. Dezember 2010 bis 11. April 2011 Minister für Bauwesen und Städtebau in der Regierung Aké N’Gbo. Er war wie auch andere Mitglieder der Regierung Aké N'Gbo ab dem 11. Januar 2011 von Sanktionen der Europäischen Union betroffen. Er hatte Einreiseverbot in die EU und seine Konten wurden eingefroren. Nach der Auflösung der Regierung ging Yapo Atsé ins Exil nach Ghana. Im November 2014 kehrte er an die Elfenbeinküste zurück.
Yapo Atsé trat bei den Parlamentswahlen 2016 im Wahlkreis Akoupé für die FPI an, war mit 8,01 Prozent der Stimmen aber nicht erfolgreich.